# Baronia de Nyer

Armes de la família de Banyuls de Montferrer

La Baronia de Nyer era una baronia del Vescomtat de Conflent, que pertanyia, a l'alta edat mitjana a la família de Sa Roca, o La Roca (Ça Rocha).
El Castell de la Roca de Nyer és citat el 1276, quan Jaume I donà a mossèn Guillem Ça Rocha la jurisdicció civil del castell de la Roca i dels llocs de Porcinyans i d'Anyer (Nyer), llevat de les justícies del mer i mixt imperi. Vassalls tot seguit de Jaume II de Mallorca, de Sanç de Mallorca, i després de Jaume III de Mallorca, la baronia fou confiscada a la família de Ça Rocha quan Pere el Cerimoniós es feu amb tot l'antic Regne de Mallorca. Tanmateix, el 1354 recuperaren les seves possessions de la Roca de Nyer, Nyer i Porcinyans.
El 1340, l'única hereva de la família de Ça Rocha es casà amb Ramon IV de Banyuls, de la poderosa família dels Banyuls, senyors de Banyuls dels Aspres, i hi aportà en dot la baronia de Nyer. El seu fill Berenguer de Banyuls els va succeir al capdavant de la senyoria; morí el 1375 sense descendència.
El 1378, després de la mort del seu nebot, Dalmau II de Banyuls (fill de Dalmau I de Banyuls), en prengué la successió i reconegué els feus de Ça Rocha, Porcinyans i Anyer. La família de Banyuls conservà la baronia de Nyer fins a la Revolució Francesa, tot i que la sehyoria de Banyuls dels Aspres quedà vers l'any 1375/1400 en mans de l'hereu de la dinastia, Joan de Banyuls, mentre que el seu germà Arnau V de Banyuls es feu amb la baronia de Nyer.
El 1488 s'uní a la baronia de Nyer la senyoria de Montferrer, en la persona de Joan de Banyuls i de Montfalcó, que reuní, a més, les senyories de Campome i de Real, a més de ser veguer del Conflent el 1510.
Vers 1600, Francesc II de Banyuls de Montferrer i d'Orís consta també com a senyor de Puig i d'Odelló, a més d'obtenir per compra la senyoria de Leca.
Els barons de Nyer de la família de Banyuls foren, per ordre cronològic:
1. Ramon IV de Banyuls
2. Berenguer de Banyuls i de Ça Rocha (+ 1375)
3. Dalmau II de Banyuls
4. Dalmau III de Banyuls (+ 1408)
5. Arnau V de Banyuls (casat el 1388)
6. Guillem de Banyuls i Jordà (+ 1481)
7. Joan III de Banyuls i de Montfalcó (Joan III de Banyuls de Montferrer) (+ 1527)
8. Joan IV de Banyuls de Montferrer i de Pontós de Blan (casat vers el 1515)
9. Joan-Francesc (Joan V) de Banyuls (de Montferrer i d'Alemany) i de Pontós
10. Tomàs I de Banyuls de Montferrer i de Llupià (1556 - 1627)
11. Francesc II de Banyuls de Montferrer i d'Orís (1589-1649)
12. Tomàs II de Banyuls de Montferrer i d'Orís (1619-1659)
13. Carles I de Banyuls de Montferrer i Comte, primer marquès de Montferrer (1647-1687)
14. Francesc III de Banyuls i Compte, segon marquès de Montferrer (1648-1695)
15. Francesc-Guerau de Banyuls i Martín, tercer marquès de Montferrer (1692-1762)
16. Josep de Banyuls i Forcades, quart marquès de Montferrer (1723-1801)
17. Ramon VIII de Banyuls, cinquè marquès de Montferrer (1747-1829)
18. Ramon Josep de Banyuls i Gand'Oward, sisè marquès de Montferrer (1811-1861)
19. Enric Maria de Banyuls i de Montecler, setè marquès de Montferrer (1826-1910)
20. Enric Maria de Banyuls i Fournier, vuitè marquès de Montferrer (1862-1929)
21. Pere Enric Jaume de Banyuls i Savary, novè i darrer marquès de Montferrer (1892-1971).